# Xã Johnson, Quận Clark, Illinois
Xã Johnson (tiếng Anh: Johnson Township) là một xã thuộc quận Clark, tiểu bang Illinois, Hoa Kỳ. Năm 2010, dân số của xã này là 383 người.